# 大克里夫蒂 (肯塔基州)
大克里夫蒂（英語：Big Clifty）是位於美國肯塔基州格雷森縣的一個人口普查指定地區。

## 人口
根據2020年美國人口普查的數據，大克里夫蒂的面積為3.74平方千米，當中陸地面積為3.73平方千米，而水域面積為0.01平方千米。當地共有人口367人，而人口密度為每平方千米98.13人。